# Valeria Răcilă
Valeria Roșca primo voto Răcilă, secundo voto van Gröningen (ur. 2 czerwca 1957 w Stulpicani) – rumuńska wioślarka, dwukrotna medalistka olimpijska i czterokrotna medalistka mistrzostw świata.

## Kariera
Wystąpiła na igrzyskach olimpijskich w Moskwie w 1980, gdzie razem z Olgą Homeghi zdobyła brązowy medal w dwójkach podwójnych. W finale uplasowały się o 2,64 sekundy za osadą ZSRR i o 1,28 sekundy za osadą NRD. Na rozgrywanych cztery lata później igrzyskach olimpijskich w Los Angeles startowała w jedynkach. Wygrała swoje wyścigi eliminacyjne i awansowała do finału A, w którym o 3,21 sekundy wyprzedziła Carlie Geer z USA i o 5,04 sekundy Belgijkę Ann Haesebrouck. 
Wspólnie z Homeghi wywalczyła brązowy medal w dwójce podwójnej na mistrzostwach świata w Bledzie (1979). Następnie znalazła się w składzie czwórki podwójnej ze sternikiem, która zajęła trzecie miejsce na mistrzostwach świata w Monachium (1981). Ponadto zdobywała srebrne medale w jedynkach na mistrzostwach świata w Lucernie (1982) i mistrzostwach świata w Hazewinkel (1985), plasując się odpowiednio za Iriną Fietisową z ZSRR i Cornelią Linse z NRD.
Po zakończeniu kariery została działaczką sportową. Jest prezesem Bucharest RUNNING CLUB, od 2008 organizuje międzynarodowy maraton w Bukareszcie. W 2024 w biegu tym wzięło udział 12 000 uczestników.